# التسلسل الزمني للعصر الحديث
فيما يلي الجداول الزمنية للعصر الحديث وتبدأ من سنة 1500 أي نهاية العصور الوسطى حتى الوقت الحاضر.

## الجداول الزمنية العامة

### الحقبة الحديثة المبكرة
- التسلسل الزمني للأحداث من 1500 إلى 1600 انظر: القرن 16
- التسلسل الزمني للأحداث من 1600 إلى 1700 انظر: القرن 17
- التسلسل الزمني للأحداث من 1700 إلى 1800 انظر: القرن 18

### الحقبة الحديثة المتأخرة
- التسلسل الزمني للأحداث من 1800 إلى 1900 انظر: القرن 19
- التسلسل الزمني للأحداث من 1901 إلى 1945 انظر: التسلسل الزمني للقرن 20

### الفترة المعاصرة
- التسلسل الزمني للأحداث من 1945 إلى 2000 انظر: التسلسل الزمني للقرن 20#1945
- التسلسل الزمني للأحداث من 2001 انظر: التسلسل الزمني للقرن 21 [الإنجليزية]

## جداول زمنية متعلقة
- ترتيب زمني لاكتشاف العناصر الكيميائية
- قائمة الأوائل بالطيران [الإنجليزية]

### الإسكتشافات
- التسلسل الزمني للاسكتشافات الأوروبية
- التسلسل الزمني لاكتشاف النظام الشمسي

### الحروب
- قائمة الحروب 1500–1799
- قائمة الحروب 1800–1899
- قائمة الحروب 1900–1944
- قائمة الحروب 1990 - 2002
- قائمة الحروب 2003–2010
- قائمة الحروب 2011–إلى الآن